# Scopula ochreolata
Scopula ochreolata är en fjärilsart som beskrevs av W. Warren 1905. Scopula ochreolata ingår i släktet Scopula och familjen mätare. Inga underarter finns listade.